# نولينة قاسية
نولينة قاسية (الاسم العلمي:Nolina rigida) هي نوع من النباتات تتبع جنس النولينة من الفصيلة الهليونية.